# ルスラン・ヤマダエフ

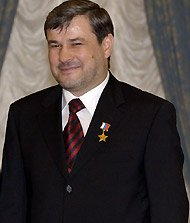
ルスラン・ヤマダエフ（2004年撮影）

ルスラン・ヤマダエフ（ロシア語: Руслан Ямадаев, ラテン文字転写: Ruslan Yamadayev、1961年12月10日 - 2008年9月24日）は、ロシア連邦チェチェン共和国の政治家、軍人。大佐。ロシア連邦英雄。
元チェチェン・イチケリア共和国（独立派）の准将。チェチェン最大の部族の1つであるベノイ部族に属し、グデルメス市を支配するヤマダエフ氏族出身。6人兄弟の長男。

## 経歴
グデルメスの中学校卒業後、ロシアの建築現場で働いた。1991年、ジョハル・ドゥダエフ政権樹立後、故郷に戻り、商業に従事した。
第1次チェチェン戦争時、独立派を支援し、弟のスリムと共に准将の階級を授与された。
1997年、ワッハーブ派の過激派との紛争が発生した。1999年、ヤマダエフ氏族が支配するグデルメスは、独立派の支配下から離れた。同年8月、グデルメスを通過して、ダゲスタンに出撃しようとするシャミール・バサエフの部隊を妨害した。第2次チェチェン戦争勃発後、ヤマダエフ氏族は、独立派への従属を拒否し、2000年2月、ロシア連邦に投降した。
2001年9月、共和国軍事警備司令部副司令に任命（2002年5月に弟のスリムも同副司令に任命）。ヤマダエフ氏族とその支持者から編成された特殊任務中隊（後のヴォストーク大隊）は、アブ＝タリプ・アブドゥルケリモフ、バロン・アラプハノフ、ヤクブ・ビジエフ、バドルジ・アラプハノフ等の独立派の野戦指揮官を殺害した。
2002年8月、統一ロシアのチェチェン地域執行委員会議長に就任。2003年6月、チェチェン国会議長に出馬するが、フセイン・イサエフに敗北。2003年12月、統一ロシアからロシア連邦国家会議（下院）代議員に選出。2004年8月2日、ロシア連邦英雄の称号を授与。
2005年12月、統一ロシア総会幹部会は、ヤマダエフを同党チェチェン支部長にすることを可決したが、現地のチェチェンでは、ラムザン・カディロフが推薦された。2007年10月、カディロフが牛耳る統一ロシアのチェチェン支部は、ヤマダエフを候補者リストから外した。
2008年4月14日、ヴォストーク大隊の兵士がカディロフの車列を停車させる事件が発生し、カディロフは、同大隊の駐屯地を封鎖した。同年9月24日、モスクワで暗殺。

## パーソナル
妻帯、3男2女を有する。ロシア連邦大統領附属ロシア国務アカデミーを卒業。
ロシア連邦英雄（2004年8月2日）。「武勲に対する」メダルを受章。1996年、チェチェン・イチケリア共和国（独立派）の最高勲章「民族の英雄」を受章。

### ヤマダエフ6兄弟
- 長男：ルスラン・ヤマダエフ - 下院議員、軍人。ロシア連邦英雄。2008年9月暗殺
- 次男：ジャブライル・ヤマダエフ - 軍人。ロシア連邦英雄。2003年3月戦死
- 三男：スリム・ヤマダエフ - 軍人。ロシア連邦英雄。2009年3月暗殺
- 四男：アスラン・ヤマダエフ
- 五男：イサ・ヤマダエフ - 政治家、実業家、軍人。
- 六男：バドルジ・ヤマダエフ